# Nucleaire geneeskunde
Nucleaire geneeskunde is een medisch specialisme, uitgeoefend door nucleair geneeskundigen, dat gebruikmaakt van het verval van radioactieve isotopen voor de diagnostiek en behandeling van ziekten.
Een specialisme dat een sterke relatie heeft met de nucleaire geneeskunde, is de radiotherapie. In tegenstelling tot bij de nucleaire geneeskunde wordt bij de radiotherapie gewerkt met uitwendige bronnen van ioniserende straling, of bronnen die wel inwendig worden toegepast maar die niet vrij in het lichaam kunnen bewegen (brachytherapie).

## Nucleairgeneeskundige diagnostiek
Het voordeel van radioactieve stoffen is dat ze eenvoudig terug te vinden zijn door de straling die ze uitzenden. Een naald is, als zij radioactief is, gemakkelijk te vinden in een hooiberg. In de nucleaire diagnostiek volgt men het spoor van een zogenaamde tracer.
Voor dit doel worden radioactieve elementen ingebouwd in geschikte stoffen of bestaande geneesmiddelen. Dit middel bindt zich aan een bepaalde receptor die een relatie heeft met een bepaald ziekteproces. Een dergelijke tracer is met een soort camera gemakkelijk te volgen, waardoor de lokalisatie van de receptoren en de uitgebreidheid van de ziekte te vervolgen is.
Bij nucleaire diagnostiek wordt - in tegenstelling tot bij de nucleaire therapie - gewerkt met lage stralingsdosering die zo min mogelijk schade aanricht aan het weefsel.

### Voorbeelden
- Botscan: de toegediende radioactieve stof bevat technetium dat zich ophoopt in actieve botgedeelten, de zogenaamde hot spots. Het onderzoek is niet erg specifiek: ook een lichte verwonding of een ontsteking laat een hot spot zien. Bij verdenking op kanker in het bot, kan een scan tonen waar men met verder onderzoek preciezer kan kijken.
- Ventilatie/perfusiescan van de longen, of V/P-scan: door een radioactief gas als xenon of krypton te laten inademen, kan men vastleggen welke delen van de long van lucht worden voorzien. Dit is de ventilatiescan. Door vervolgens radioactief albumine in het bloed in te spuiten kan bepaald worden hoe de doorbloeding van alle longgedeelten is (perfusiescan). Door deze twee beelden van elkaar af te trekken, kleuren de delen van de long op waar wel ventilatie maar geen perfusie is. Een longembolie, waarbij er een afsluiting is van een bloedvat in de longen, kan op deze wijze goed zichtbaar worden gemaakt.
- Cardiologie: met behulp van een gecombineerde scan met thallium-201 in rust en een technetiumverbinding bij inspanning kan men de doorbloeding van de hartspier door de kransslagaders meten.
- Schildklierscan: de schildklier neemt radioactief jodium op. Met behulp van jodium-123 kan men zien of een knobbel actief is (hete nodus), wat een gunstig teken is. Ook uitzaaiingen van schildklierkanker kunnen gemakkelijk worden opgespoord. Bij een te snel werkende schildklier kan zichtbaar gemaakt worden of het teveel door een diffuse ontsteking of door een knobbel veroorzaakt wordt, wat uitmaakt voor de behandeling.
- Bijschildklierscan: de bijschildklieren zijn vier knikkergrote hormoonkliertjes die aan de achterzijde van de schildklier gelegen zijn en de calciumstofwisseling regelen. Ze hebben daardoor een grote invloed op de lichamelijke en de geestelijke gezondheid. Ze zijn bijna niet af te beelden, maar met de combinatie van een scan met een technetiumverbinding en een met jodium-123 is dit wel mogelijk.
- Lever/galscan: met behulp van technetium-99m kan met cholescintigrafie (een HIDA-scan) de galafvoer van de lever, via de galblaas naar de darm worden afgebeeld.
- Gallium-67 werd vroeger vaak gebruikt om kanker op te sporen. Het wordt in toenemende mate verdrongen door een PET-scan.

### Gamma-camera

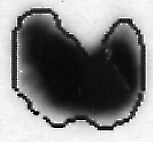
Deze schildklier heeft de toegediende radioactieve isotoop van jodium opgenomen en wordt onderzocht met een gammacamera

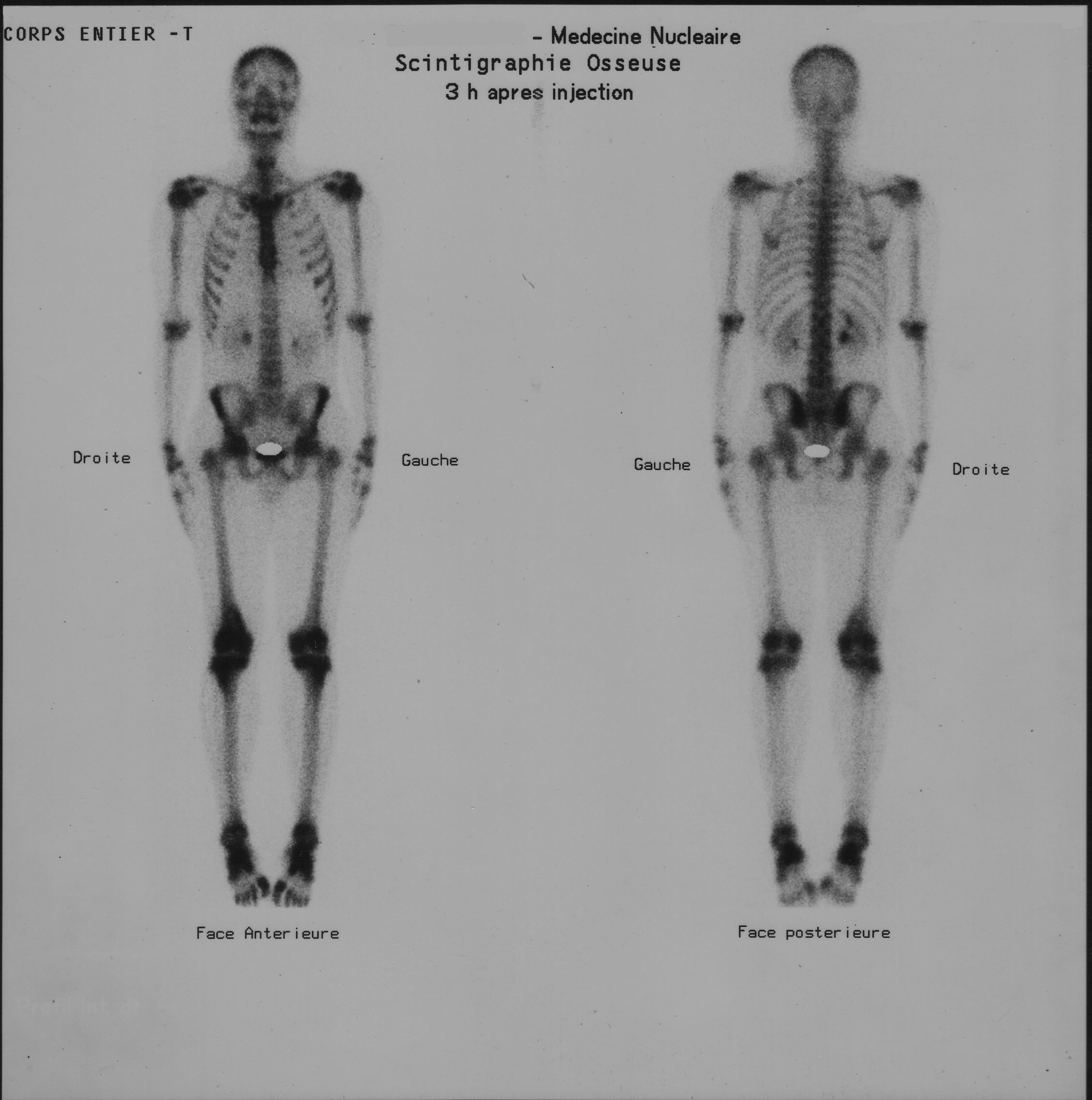
Botscan van het gehele lichaam; in het rechterbovenbeen boven de knie bevindt zich een plasmacytoom (soort tumor)

Bij de gewone isotopenscan wordt een radioactieve stof in het lichaam gebracht die gammastraling afgeeft. De stof wordt oraal of intraveneus toegediend of ingeademd. De straling die het lichaam vervolgens verlaat, wordt via een gammacamera tot een beeld verwerkt. Het verschil met röntgenonderzoek is dat daarbij straling van buiten af door het lichaam gaat. Anders dan de meeste andere technieken laten isotopenscans meer zien van de functie dan van de anatomie.

### Positronemissie

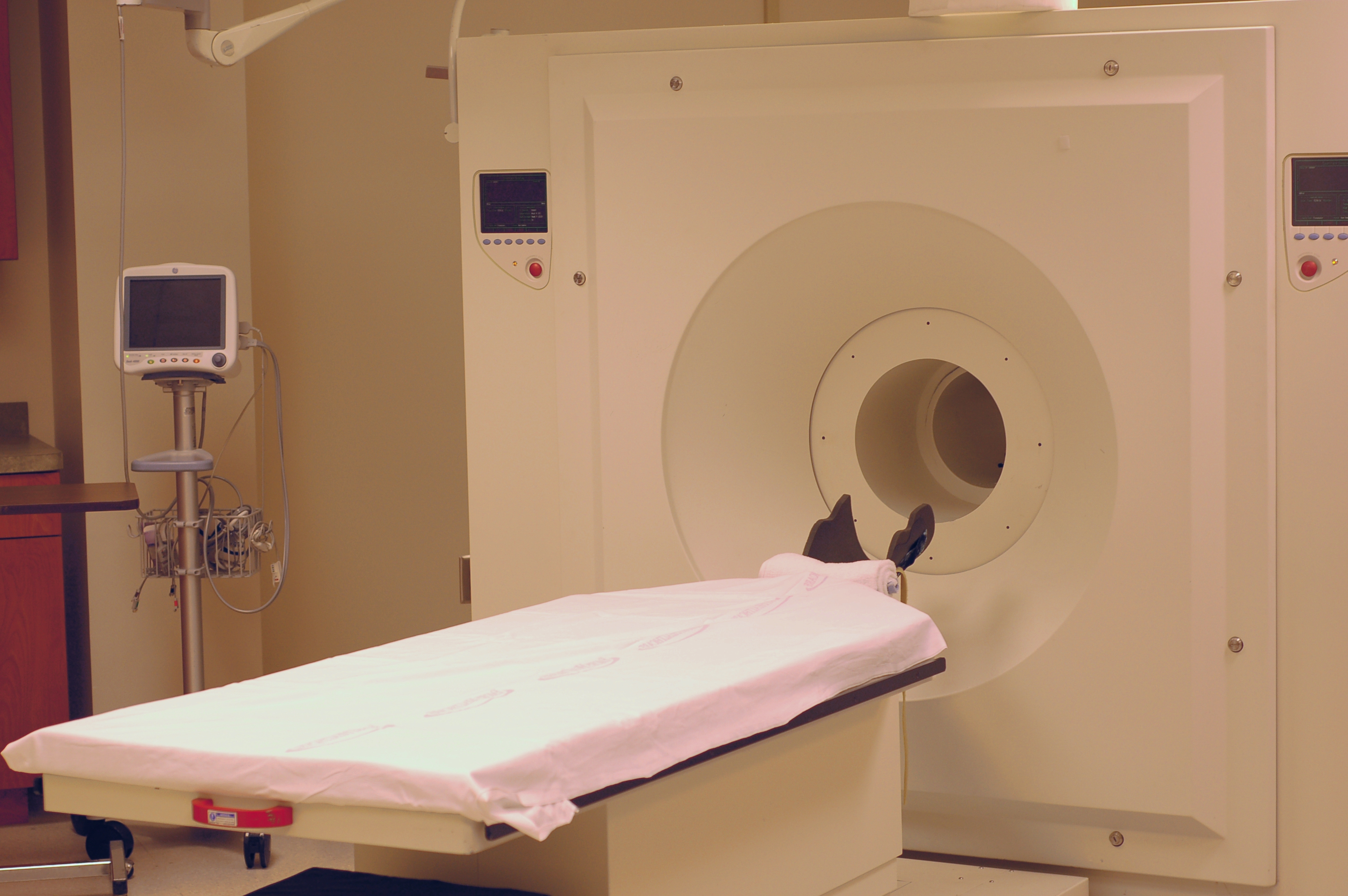
Petscanner

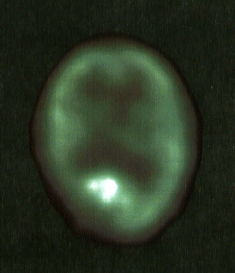
Hersentumor afgebeeld met PETscan

Bij sommige isotopen komt negatieve bètastraling (elektronen) vrij, bij andere isotopen positieve bètastraling (positronen). Deze positronen worden niet rechtstreeks waargenomen, want annihileren vrijwel onmiddellijk met een elektron. Bij dit proces worden twee gammafotonen geproduceerd die het lichaam in tegenovergestelde richtingen verlaten. Deze fotonen worden gemeten met een PET-scan of een SPECT-scan (Single Photon Emission Computed Tomography). Uit de richting van de beide gammafotonen kan de positie waar het positron ontstond bepaald worden. Hierdoor kan men afbeeldingen van ziekteprocessen maken en bestuderen. De PET-scanner rekent de gegevens door met een computer, zoals bijvoorbeeld ook bij een CT-scan gebeurt.
- PET-scan glucose (C11), brein.

Hiermee is de stofwisseling in het brein te meten, doordat actieve neuronen meer glucose gebruiken. Deze scans worden ook vaak toegepast in de neurowetenschap en in psychologische onderzoek.
- F(18)-DOPA PET-scan. Bij de ziekte van Parkinson is er een dopaminetekort in het striatum en dat kan met F(18)-DOPA gedetecteerd worden.
- DAT-scan (SPECT). Dit onderzoek toont met een andere tracer aan dat het dopamine niet effectief naar het striatum toe getransporteerd kan worden.
- F18-deoxyglucose wordt gebruikt als men verdenking heeft op een tumor, maar niet weet waar te zoeken.

## Nucleairgeneeskundige therapie
Behandeling met nucleaire geneeskundige technieken bestaat uit de vernietiging van specifiek weefsel door middelen die hoog radioactief zijn, maar een korte halveringstijd (T1/2)(tussen een paar uur tot een paar dagen) hebben.
Bij de behandeling met radioactieve isotopen is het de bedoeling cellen te doden door de bèta- en gammastraling. Door de juiste isotoop deel te laten uitmaken van een slim gekozen radiofarmacon, beperkt men de schade aan gezonde cellen zo veel mogelijk terwijl de zieke cellen worden gedood. De toegepaste dosering is veel hoger dan bij de diagnostiek. De patiënt wordt als radioactief beschouwd en alles wat van hem afkomt eveneens.
- Schildklier: omdat schildkliercellen als enige lichaamscel actief jodium opnemen, komt eigenlijk alle toegediende jodium in de schildklier terecht. Daarom wordt jodium-131 vaak als behandeling van schildklieraandoeningen gebruikt.

Wanneer de cellen van een schildkliertumor nog jodium opnemen (dit is bekend uit de scan), kan ook een uitgezaaide tumor behandeld worden met jodium-131. Vaak zal de patiënt al geopereerd zijn en afhankelijk van toegediend schildklierhormoon; dit wordt dan tijdelijk gestopt om de schildkliercellen zo gretig mogelijk de radioactieve stof tot zich te laten nemen.
Bij de ziekte van Graves is de schildklier ontstoken en werkt hij te hard. Door een behandeling met jodium-131 wordt de klier afgeremd.
- Een bepaald soort tumor, de neuro-endocriene tumor wordt behandeld met radioactieve peptiden die zich specifiek aan hun receptor binden[2]

## Isotopen
| isotopen | symbool | Z  | T1/2     | verval | fotonen                        | β            |
| --- | ------- | -- | -------- | ------ | ------------------------------ | ------------ |
| Beeldvorming: |         |    |          |        |                                |              |
| fluor-18 | 18F     | 9  | 109,77 m | β+     | 511 (193%)                     | 0,664 (97%)  |
| gallium-67 | 67Ga    | 31 | 3,26 d   | ec     | 93 (39%), 185 (21%), 300 (17%) | -            |
| krypton-81m | 81mKr   | 36 | 13,1 s   | IT     | 190 (68%)                      | -            |
| rubidium-82 | 82Rb    | 37 | 1,27 m   | β+     | 511 (191%)                     | 3.379 (95%)  |
| technetium-99m | 99mTc   | 43 | 6,01 u   | IT     | 140 (89%)                      | -            |
| indium-111 | 111In   | 49 | 2,80 d   | ec     | 171 (90%), 245 (94%)           | -            |
| jodium-123 | 123I    | 53 | 13,3 h   | ec     | 159 (83%)                      | -            |
| xenon-133 | 133Xe   | 54 | 5,24 d   | β−     | 81 (31%)                       | 0,364 (99%)  |
| thallium-201 | 201Tl   | 81 | 3,04 d   | ec     | 69–83* (94%), 167 (10%)        | -            |
| Therapie: |         |    |          |        |                                |              |
| yttrium-90 | 90Y     | 39 | 2,67 d   | β−     | -                              | 2,280 (100%) |
| jodium-131 | 131I    | 53 | 8,02 d   | β−     | 364 (81%)                      | 0,807 (100%) |
| Z = atoomnummer, aantal protonen; T1/2 = halveringstijd; verval (type) fotonen = Energie van de fotonen in kilo-elektronvolt, keV, (overtollig/verval) β = maximale energie van de bètastraling in mega-elektronvolt, MeV, (overtollig/verval) β+ = bèta+-verval (positronen)**; β− = bèta−-verval; IT = isomere overgangen; ec = ingevangen elektron * Omzetting in kwik, Hg, dat röntgenstraling produceert. **Na beta+-verval annihileert het positron met een elektron, waardoor er twee fotonen weggeschoten worden. Vandaar dat de fotonactiviteit hoger dan 100% kan zijn. |         |    |          |        |                                |              |

Isotopen zijn atomen of ionen met een gelijk atoomnummer en verschillende atoommassa.
Veel chemische elementen hebben meerdere isotopen die instabiel zijn, dat wil zeggen radioactief verval kennen. Afhankelijk van het soort verval dat een bepaalde isotoop heeft, wordt bètastraling (elektronen) of gammastraling afgegeven. De eerstgenoemde soort straling heeft vooral een lokaal effect in het weefsel en is buiten het lichaam niet te meten. Isotopen die dit soort straling uitzenden worden gebruikt voor nucleaire therapie, terwijl stoffen die gammastraling uitzenden, (ook) gebruikt worden voor diagnostiek.
Er zijn drie kernreactoren in de wereld die zich hebben toegelegd op de productie van isotopen voor medisch gebruik; één ervan is de kernreactor van Petten (Noord-Holland). Een andere methode om isotopen te produceren maakt gebruik van deeltjesversnellers. Sommige isotopen kunnen met reactoren vervaardigd worden, andere met deeltjesversnellers, nog andere met beide. Een deeltjesversneller laat atomen met grote snelheid op elkaar botsen waardoor er een stukje van de kern afgaat en een instabiele isotoop ontstaat.

### De 'technetium-koe'
Technetium is een element dat veel gebruikt wordt in de nucleaire geneeskunde, vanwege de geschikte chemische eigenschappen en de halveringstijd die lang genoeg is voor diagnostiek en kort genoeg om onwerkzaam te worden voordat te veel schade aan het lichaam is toegebracht. Door de korte halveringstijd van 6 uur ontstaat echter een praktisch probleem bij het transport naar ziekenhuizen. Dit probleem wordt omzeild door de zogenaamde 'technetium-koe': Een staaf die molybdeen-99 bevat, dat een T1/2 van bijna 3 dagen heeft en daardoor over grote afstanden vervoerd en ongeveer een week gebruikt kan worden. Dit molybdeen vervalt geleidelijk in technetium-99m, dat vervolgens in het ziekenhuis eenvoudig 'gemolken' kan worden. Dit technetium-99m is een relatief langlevend metastabiel nucleair isomeer van technetium-99.
Molybdeen-99 wordt in kernreactoren gemaakt uit verrijkt uranium, hetgeen vaak problemen geeft met de verkrijgbaarheid. In 2008 is daarom een patent aangevraagd voor de productie van technetium-99m op basis van het stabiele en eenvoudig verkrijgbare molybdeen-98, door het te beschieten met neutronen.

## Veiligheid

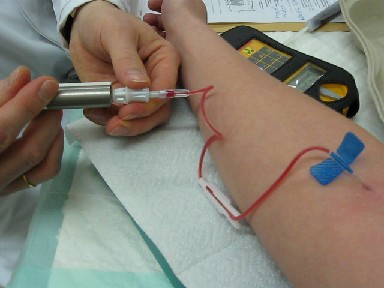
De spuit die de isotoop (in dit geval technetium-99m) bevat is afgeschermd, om stralingsschade bij bijvoorbeeld personeel tegen te gaan.

Radioactiviteit kun je niet zien en kan wel schade aanrichten. Dit laatste is afhankelijk van de dosering. De toegediende isotopen leven maar kort: technetium-99m, dat veel wordt gebruikt, heeft bijvoorbeeld een halveringstijd van 6 uur. Dat wil zeggen dat na een etmaal nog maar (1/2)4 of 1/16e van de oorspronkelijke hoeveelheid over blijft. Bij het onderzoek is de hoeveelheid straling waaraan de patiënt wordt blootgesteld niet groter dan bij een gewoon röntgenonderzoek of een skivakantie. Toch wordt erg voorzichtig met de tracer omgegaan; tijdens zwangerschap wordt van nucleair onderzoek afgezien, als de moeder borstvoeding geeft zijn er aparte richtlijnen. Het personeel dat elke dag met radioactiviteit in aanraking komt, moet beschermd worden, opdat ze niet een te hoge dosis krijgen.
Middelen die gebruikt worden voor nucleaire therapie geven uiteraard veel meer straling dan middelen die als tracer gebruikt worden voor diagnostiek. De eerstgenoemde middelen moeten daarom ook met veel meer voorzichtigheid worden gehanteerd.